# エルネスト・アルフテル
エルネスト・アルフテル・エスクリチェ（Ernesto Halffter Escriche, 1905年1月16日 - 1989年7月5日）は、スペインの作曲家。

## 生涯
マドリード出身。ケーニヒスベルク出身のドイツ人の父とカタルーニャ人の母との間に生まれ、ロドルフォ・アルフテルは兄、クリストバル・アルフテルは甥にあたる。13歳のときから作曲を始め、自作のピアノ三重奏曲をマヌエル・デ・ファリャに送ったことからファリャとの交流が始まり、以後長く師事することとなった。1934年、セビリア音楽院の教授になったが、ポルトガル出身のピアニストと結婚したことにより、スペイン内戦を避けて1954年までリスボンに居住した。マドリードで死去した。
国民楽派に新古典主義音楽の要素を加えた作風で、アルフテル兄弟を中心としたグループはフランス6人組をまねてスペイン8人組と呼ばれた。代表作に「シンフォニエッタ」や「ソナチナ」などがある。また、ファリャの未完のカンタータ「アトランティーダ」を補筆完成させ、1962年に初演。さらに改訂を加えて1976年に第2版を上演した。また映画音楽も12作を作曲している。

## 著書
- El magisterio permanente de Manuel de Falla, Madrid, Real Academia de Bellas Artes de San Fernando, 1973.
- Falla en su centenario. Homenaje en el centenario de su nacimiento, Madrid, Ministerio de Educación y Ciencia, 1976.